# Wygrany
Wygrany – dramat polsko-amerykański z 2011 roku w reżyserii Wiesława Saniewskiego. Aktorzy występujący w filmie to m.in. Paweł Szajda, Janusz Gajos, Wojciech Pszoniak i Marta Żmuda Trzebiatowska.

## Fabuła
Oliver (Paweł Szajda) to młody amerykański utalentowany pianista polskiego pochodzenia. Po przerwaniu jego europejskiego tournée jest zmuszony spłacić jego organizatorom 250 tys. euro. Podczas podróży bohater spotyka barwną postać Franka Goretzky’ego (Janusz Gajos), byłego profesora matematyki, który jest wielkim entuzjastą wyścigów konnych. Marzy on o powrocie do Ameryki z podniesionym czołem, ale jest to możliwe jedynie dzięki wygraniu cennej nagrody. Od tego momentu towarzysze dążą do odniesienia sukcesu. Po czasie stają się przyjaciółmi. Wspólnie spełniają marzenia Franka o wygranej na wyścigach konnych, co z kolei pozwala Oliverowi odkupić jego prywatną wolność. Po powrocie do normalności po dramatycznie zakończonym małżeństwie młody mężczyzna jest w stanie się otworzyć na nową miłość.

## Obsada
- Paweł Szajda – Oliver Linovsky
- Janusz Gajos – Frank Goretzky
- Grażyna Barszczewska – pani Linovsky, matka Olivera
- Wojciech Pszoniak – profesor Karloff
- Marta Żmuda Trzebiatowska – Kornelia
- Wenanty Nosul – Max Runyon, manager Olivera
- Andrzej Krukowski – Jack Goretzky, syn Franka
- Peter J. Lucas – Maurice Boisset
- Emil Karewicz – dziadek Olivera
- Robert Gonera – ksiądz Andrzej
- Adelajda Konieczna – Jowita
- Lech Mackiewicz – Henryk Wolf, opiekun Olivera we Wrocławiu
- Marek Frąckowiak – profesor Wittek, przyjaciel Goretzky’ego
- Robert Moskwa – dyrektor Hali Ludowej
- Henadżi (Gienek) Loska – mężczyzna śpiewający na ulicy (niewymieniony w czołówce)

## Nagrody
- Tarnów – Tarnowska Nagroda Filmowa – Nagroda Publiczności (2011)

### Nagrody indywidualne
Paweł Szajda:
- Orenburg – Festiwal The East and the West: Classics and Avant-Guard – Nagroda Aktorska (2011)
- Chicago – Festiwal Filmu Polskiego w Ameryce – Nagroda Publiczności (2011)